# Chuck McCann
Charles John Thomas "Chuck" McCann (Brooklyn, New York, 2. rujna 1934. – Los Angeles, Kalifornija, 8. travnja 2018.) bio je američki glumac.

## Vanjske poveznice
- Chuck McCann u internetskoj bazi filmova IMDb-u (engl.)